# فردای من، دیروز تو
فردای من، دیروز تو (انگلیسی: My Tomorrow, Your Yesterday) فیلمی ژاپنی در ژانر درام و رمانتیک به کارگردانی تاکاهیرو میکی بر اساس رمانی به همین نام است که در سال ۲۰۱۶ منتشر شد.

## داستان
تاکاتوشی در دانشکده‌ هنر مشغول درس خواندن است، روزی در قطار که به سمت دانشکده می‌رود دختری (ایمی) را می‌بیند و در نگاه اول عاشقش می‌شود. او عزم خود را جزم می‌کند تا عشقش را به ایمی بگوید، آنها با یکدیگر قرار می‌گذارند و روزهای خوبی را سپری می‌کنند تا اینکه ایمی رازی را برای تاکاتوشی برملا می‌کند…